# Абасиофилия
Абазиофилия (англ. Abasiophilia) — парафилия, фокус эротического интереса которой — люди с ограниченными возможностями, особенно к тем, кто пользуется ортопедическими приспособлениями: бандажами для ног, гипсовыми повязками или инвалидными колясками. Термин «абазиофилия» был впервые использован Джоном Мани из Университета Джона Хопкинса в статье о парафилиях в 1990 году.

## В культуре
Абазиофилия играет заметную роль в романе Майкла Коннелли «Пугало», в котором серийным убийцей движет абазиофилия.